# Marc-Antoine Girard de Saint-Amant
Marc-Antoine Girard de Saint-Amant  (* 30. September 1594 in Rouen; † 29. September 1661 in Paris) war ein französischer Lyriker des Barock.

## Leben und Werk
Saint-Amand, der aus dem gehobenen Bürgertum stammte, war zeit seines Lebens unterwegs, zu Wasser wie zu Land (auch außerhalb Europas), meist im Dienst einiger Großer seiner Zeit (Adrien de Monluc-Montesquiou, Comte de Cramail, 1571–1646; Henri II. de Montmorency; François II d’Harcourt-Beuvron, 1598–1658; Henri de Gondi, 1590–1659, duc de Retz), oft als Waffengefährte und literarischer Unterhalter „d’encre et de sang“ (mit Tinte und Blut). Er hatte mit seiner Lyrik Erfolg, war Hofdichter und (wie seine Freunde Nicolas Faret und François Le Métel de Boisrobert) Gründungsmitglied der Académie française. Luisa Maria Gonzaga zahlte ihm eine ansehnliche Pension.
Mit dem 1617 auf der bretonischen Insel Belle-Île verfassten Gedicht La Solitude (Die Einsamkeit) wurde Saint-Amant mit einem Schlag berühmt. In der Tat ist es ungleich ausdrucksstärker als die Tendelei in dem gleichnamigen Gedicht seines Zeitgenossen und Freundes Théophile de Viau. Weitere Themen seiner Gedichte sind: Regen, Sonnenaufgang, Frühling bei Paris, Sommer in Rom, Herbst auf den Kanarischen Inseln, Winter in den Alpen. Sprichwörtlich wurden die „ailes du silence“ (Flügel der Stille) in dem Gedicht Le Contemplateur (Der Betrachter): J’écoute, à demi transporté,/Le bruit des ailes du silence/Qui vole dans l’obscurité (Ich lausche, halb verzückt, dem in der Dunkelheit dahinfliegenden Klang der Flügel der Stille).
Besonders modern ist er mit Gedichten auf Alltagsdinge wie Melonen, Käse oder Cidre. Daneben stehen zeitkritische Satire, z. B. in La Rome ridicule (Das lächerliche Rom), oder Spitzwegszenen wie in Le poète crotté (Der vom Straßenkot verdreckte Dichter).
Saint-Amands Dichtung wollte gefallen durch Abwechslung und Virtuosität. Sie mied Monotonie und Langeweile. Sie verkörperte poetische Freiheit, war antipuristisch und unklassisch und wurde deshalb ab der Klassik verachtet. Boileau hat sie verspottet. Durch Théophile Gautier fand sie zwar im 19. Jahrhundert auf der Basis der Romantik stärkere Beachtung, wurde gleichzeitig aber auch in das Klischee des Grotesken und Burlesken abgeschoben. Gustave Lanson brachte ihr wenig Verständnis entgegen. Erst nach dem Zweiten Weltkrieg kam es zu einer regelrechten Rehabilitation, an der Jean Lagny (1911–2001) mit seiner kritischen Biographie von 1964 großen Anteil hatte. Jean-Pierre Chauveau (* 1931)  nennt 1968 Saint-Amant « la plus puissante personnalité poétique de sa génération » (die kraftvollste dichterische Persönlichkeit seiner Generation).

## Werke
- Œuvres, Kritische Ausgabe in 5 Bdn., hrsg. von Jacques Bailbé und Jean Lagny, Paris, Librairie Honoré Champion, 1967–1979 (Société des textes français modernes).
- Les 100 plus belles pages de Saint-Amant, hrsg. von Jean Rousselot, Paris, Pierre Belfond, 1983.
- Oeuvres poétiques, hrsg. von Léon Vérane, Coeuvres, Ressouvenances, 2009 (mit einer Studie von Rémy de Gourmont).